# Charles Hedqvist
Charles Karl Gustaf Hedqvist (ibland stavat: Hedkvist), född 14 mars 1910 i Överluleå (Norrbottens län, Norrbotten) död 14 april 1975, var ordförande i De blindas förening (DBF), senare Synskadades Riksförbund, åren 1957-1975. 
Han blev blind under sitt första levnadsår. Charles Hedqvist var tidigt intresserad av språk och lärde sig esperanto. Hedqvist tog examen med toppbetyg från Beskowska skolan. Under rubriken "Blind student i utrikesdepartementet" berättas i en ledarartikel i De Blindas Tidskrift, om "den unge blinde studenten Charles Hedqvist, som fått anställning i Utrikesdepartementets informationsbyrå". Charles Hedkvist valdes in i DBFs styrelse 1941 och övertog 1957 ordförandeskapet efter Ernst Retsler. Han blev den person i styrelsen som mycket aktivt drev frågan om att införa talböcker i Sverige. Charles Hedkvist var och med och bildade De blindas världsråd/The World Council for the Welfare of the blind och var dess president under fem år. Stora insatser gjorde Charles Hedqvist inom det socialpolitiska området och 1971 utnämndes han till medicine hedersdoktor vid Uppsala universitet. 
Charles Hedqvist var ägare till den första professionellt tränade ledarhunden i Sverige. Hunden, Miss Betty/Betsy, kom från England 1936, och blev sedan "i många år hans trogna och absolut pålitliga ledsagare".
Charles Hedqvist avled några månader före det ombudsmöte som skulle ombilda DBF till Synskadades riksförbund.